# Distrikt Platería

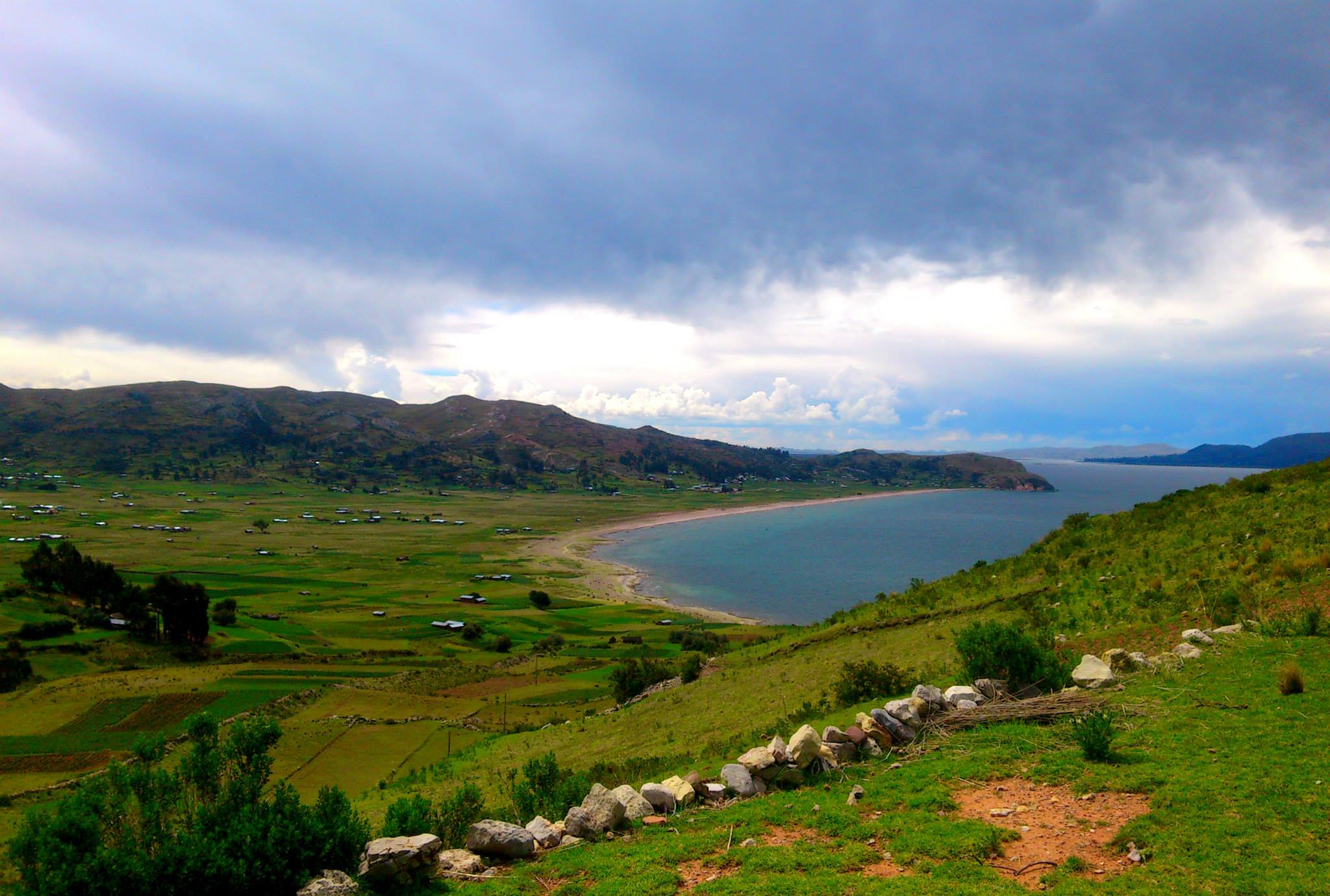
Landschaft um Ufer des Titicacasee

Der Distrikt Platería liegt in der Provinz Puno in der Region Puno im Süden Perus. Der Distrikt wurde am 25. April 1964 gegründet. Er besitzt eine Fläche von 245 km². Beim Zensus 2017 wurden 7469 Einwohner gezählt. Im Jahr 1993 lag die Einwohnerzahl bei 9287, im Jahr 2007 bei 8268. Sitz der Distriktverwaltung ist die 3830 m hoch gelegene Ortschaft Platería mit 529 Einwohnern (Stand 2017). Platería befindet sich 24 km ostsüdöstlich der Regions- und Provinzhauptstadt Puno.

## Geographische Lage
Der Distrikt Platería liegt am Westufer des Titicacasees im zentralen Nordosten der Provinz Puno. Der Distrikt umfasst den mit dem Land verbundenen Südteil der Halbinsel Chucuito sowie die Inseln Chilata und Quipata.
Der Distrikt Platería grenzt im Osten und im Süden an den Distrikt Acora, im Südwesten an den Distrikt Pichacani sowie im Nordosten an den Distrikt Chucuito.

## Ortschaften
Im Distrikt gibt es neben dem Hauptort folgende größere Ortschaften:
- Año Callejon (237 Einwohner)
- Callanca
- Camacani (667 Einwohner)
- Ccota (682 Einwohner)
- Chicabotija
- Huenccalla (247 Einwohner)
- Lacconi
- Pallalla Pampa (207 Einwohner)
- Perka (202 Einwohner)
- Potojani Chico (275 Einwohner)
- Rinconada (290 Einwohner)
- Torasaya (206 Einwohner)